# Liebe 1962
Liebe 1962 (Originaltitel: L’eclisse) ist ein in Schwarzweiß gedrehtes italienisch-französisches Filmdrama von Michelangelo Antonioni aus dem Jahr 1962. Es ist der letzte Teil einer Trilogie, die Antonioni mit dem Film Die mit der Liebe spielen 1960 begann und 1961 mit Die Nacht fortsetzte. Der Film startete am 19. Oktober 1962 in der BRD und am 14. Januar 1972 unter dem Titel Sonnenfinsternis in den Kinos der DDR. Große Teile des Films wurden in EUR, einem während der Zeit des Faschismus neu angelegten Stadtviertel, aufgenommen.

## Handlung
Vittoria arbeitet als Übersetzerin in Rom. Nach einer durchstrittenen Nacht verlässt sie ihren langjährigen Freund Riccardo. Sie trifft ihre Mutter, die an der Börse als Spekulantin ihr Glück versucht. Dort lernt Vittoria den jungen Börsenmakler Piero kennen. Piero ist ebenso ziellos wie Vittoria, hat kein eigenes Zuhause, lebt manchmal bei den Eltern oder übernachtet im Büro. Den Handel an der Börse betrachtet er als Sport. Langsam und einsilbig beginnen sie eine Beziehung, da sie glauben, dass ihr beiderseitiges Gefühl von Verlorenheit sie miteinander verbindet. Doch das Gefühl, das sie meinen füreinander zu empfinden, trügt; ihr Verlorensein ist stärker als die Liebe füreinander. Sie verabreden sich, doch keiner von beiden erscheint zum vereinbarten Zeitpunkt. Der Film endet mit einer mehrere Minuten langen Abfolge von Einstellungen, die den menschenleeren Ort ihrer Verabredung zeigen, während die Dunkelheit des Filmtitels (französisch L’eclisse ‚Finsternis‘) hereinbricht.

## Rezeption
„Am Beispiel eines aus kleinen Verhältnissen stammenden römischen Mädchens zwischen zwei Männern greift Antonioni das Thema der Kontaktlosigkeit und Liebesunfähigkeit des modernen Menschen auf. Ein in Skepsis und Leere endendes Zeugnis eines wachen Geistes, durch die kontrapunktische Gestaltung nicht leicht aufzuschlüsseln. Die pessimistische, stark symbolische Gestaltung macht die Trostlosigkeit erlebbar, aber auch schwer zu ertragen.“

„Fazit: Ein aussichtsloses und depressives Drama aus der Welt der Zwischenmenschlichkeit, ein bis ins kleinste Detail perfekter Film, deren Protagonisten sowie die Photografie fortwährend glänzen.“

„Das, was hier Unaussprechlich transportiert wird, lässt sich schwerlich in Verbales übersetzen, so dass eine ausgesprochen eindringliche Macht der Bilder und Bewegungen entsteht, die Michelangelo Antonioni als wahres Regie-Talent auszeichnen, das damit die Verfinsterungen der Liebe äußerst ansprechend visualisiert hat.“

„Formal sehr aussagestarker Film, dessen Botschaft von der Kontaktlosigkeit und Lebensleere aufgeschlossene Zuschauer verlangt. Für Erwachsene mit kritischem Blick Anlaß zu Besinnung und Gespräch.“

Der Film nahm am Wettbewerb der Internationalen Filmfestspiele von Cannes 1962 teil und gewann den Sonderpreis der Jury.